# 绿红东美螈
绿红东美螈（學名：Notophthalmus viridescens），又名火焰蠑螈，為蠑螈科东美螈属下的一個物種。

## 亞種
- 绿红东美螈碎斑亞種（学名：Notophthalmus viridescens dorsalis）
- 绿红东美螈中部亞種（学名：Notophthalmus viridescens louisianensis）
- 绿红东美螈半島亞種（学名：Notophthalmus viridescens piaropicola）
- 绿红东美螈指名亞種（学名：Notophthalmus viridescens viridescens）

## 特徵
體長 60 ～ 140 毫米，身上的特徵會因變態程度而有所不同：
- 水棲幼體：體色略呈橘黃色，帶有略深的雜斑，鰓紅色。
- 陸棲幼體：體色呈鮮豔的橘色，帶有大小不一的圓形或橢圓形的黑色斑點及斑環（此階段於學術上稱為Red eft）。
- 成年：背部呈橄欖綠，斑點及斑環數量比未成年者還多，斑環顏色也較鮮豔，腹部呈米黃色。

## 習性
绿红东美螈的壽命約 12 ～ 15 歲。棲息于沼地、水塘，以水生昆虫為食，由於受驚擾時身上會分泌有毒物質，因此較沒有被掠食的風險。
肢體被切斷時，會重新長出新的肢體，據稱此一功能乃源自一名為 nAG 的蛋白质分子。

## 變態
绿红东美螈的半島亞種變態過程不包括陸棲階段，自幼體至性成熟期間外鰓是保留著的。